# POSCO
POSCO (ex  Pohang Iron and Steel Company)  (KRX: 005490, NYSE: PKX, TYO: 5412, LSE: PIDD) è una multinazionale sudcoreana nella produzione di acciaio, fondata nel 1968, con sede a Pohang in Corea del Sud.
Nel 2010 ha avuto una produzione di 35,4 milioni di tonnellate di acciaio, un volume che ne fa il quinto produttore di acciaio al mondo. Nello stesso anno fu il primo produttore di acciaio al mondo per valore di mercato.
POSCO opera in due centri siderurgici integrati in Corea del sud, a: Pohang e Gwangyang. In aggiunta, POSCO opera in joint venture con United States Steel: USS-POSCO, situata a Pittsburg (California). Attraverso la sua controllata Posco Plantec ha costruito, nel 2010, alcuni impianti fotovoltaici in Sicilia per conto di Leonardo Energia ed altre società.

## Filiali
- DAEWOO International
- POSCO E&C
- POSCO Engineering
- POSCO SS
- Posco Energy
- POSCO ICT
- POSCO-ITPC S.p.A.
- POSCO Chemtech
- POSCO C&C
- POSCO P&S
- SNNC
- POSCO M-Tech
- POSCO plantEC
- Sungjin Geotec
- POSCO AST
- POSCO TMC
- POSMATE
- POSCO Terminal
- POSCO A&C
- POSCO NST
- POSHiMETAL
- POSFINE
- Seungkwang
- eNtoB
- POSRI
- POSTECH VCC
- POSCO E&E
- POREKA
- Busan E&E
- POSWITH
- POSecohousing
- POSPlate
- Songdo SE
- Suncheon ECOTRANS Co., Ltd.
- Posco-Nippon Steel RHF Joint Venture
- United Spiral Pipe LLC
- Posco SS Vina

## Principali concorrenti
- ArcelorMittal
- Nippon Steel
- JFE Holdings
- Nucor
- Tata Steel
- Bhushan Steel